# Pellgetal
De Pellgetallen zijn een oneindige wiskundige rij van positieve gehele getallen, genoemd naar de Engelse wiskundige John Pell (1611-1685). Naast de Pellgetallen onderscheidt men nog de Pellgetallen van de tweede soort of Pell-Lucasgetallen (Engels: Companion Pell numbers). Beide rijen worden gedefinieerd door een recursiebetrekking. 

## De Pellgetallen
De Pellgetallen worden gedefinieerd door de volgende recursiebetrekking:
{\displaystyle P_{n}={\begin{cases}0&{\mbox{voor }}n=0;\\1&{\mbox{voor }}n=1;\\2P_{n-1}+P_{n-2}&{\mbox{voor }}n\geq 2.\end{cases}}}
Deze rij begint dus met 0 en 1 en elk volgend getal bekomt men door tweemaal het vorige getal op te tellen bij het getal daarvoor. De rij begint dus als volgt:

0, 1, 2, 5, 12, 29, 70, 169, 408, 985, 2378...(rij A000129 in OEIS)
Voor het n-de Pellgetal bestaat ook een gesloten uitdrukking:
{\displaystyle P_{n}={\frac {(1+{\sqrt {2}})^{n}-(1-{\sqrt {2}})^{n}}{2{\sqrt {2}}}}.}

## Pellgetallen van de tweede soort (Pell-Lucasgetallen)
Deze getallenrij wordt gedefinieerd door de volgende recursiebetrekking:
{\displaystyle Q_{n}={\begin{cases}2&{\mbox{voor }}n=0;\\2&{\mbox{voor }}n=1;\\2Q_{n-1}+Q_{n-2}&{\mbox{voor }}n\geq 2.\end{cases}}}
De rij begint dus met 2 en 2, en de volgende getallen bekomt men op dezelfde manier als hierboven: door tweemaal het vorige getal op te tellen bij het getal daarvoor. 
De eerste getallen uit deze rij zijn:

2, 2, 6, 14, 34, 82, 198, 478, 1154, ...(rij A002203 in OEIS)
Voor deze rij geldt de volgende gesloten uitdrukking:
{\displaystyle Q_{n}=(1+{\sqrt {2}})^{n}+(1-{\sqrt {2}})^{n}.}
Merk op dat, wanneer n groot is, de eerste term van deze uitdrukking overheerst, zodat men mag stellen dat het n-de Pell-Lucasgetal een benadering is voor {\displaystyle (1+{\sqrt {2}})^{n}}; men heeft bijvoorbeeld:
{\displaystyle Q_{4}=34\simeq (1+{\sqrt {2}})^{4}=33,97056275\dots \,}
{\displaystyle Q_{8}=1154\simeq (1+{\sqrt {2}})^{8}=1153,999133\dots \,}

## Benadering van de vierkantswortel van twee
Men kan de Pellgetallen gebruiken om een nauwkeurige benadering van de vierkantswortel van twee te berekenen. 
De verhouding van twee opeenvolgende Pellgetallen of Pell-Lucasgetallen neigt voor groter wordende n steeds meer naar {\displaystyle (1+{\sqrt {2}})^{n}}. Daaruit volgt dat men een benadering van {\displaystyle \scriptstyle {\sqrt {2}}} verkrijgt door een Pellgetal of Pell-Lucasgetal te delen door het daaraan voorafgaande, en van het quotiënt één af te trekken; bijvoorbeeld:
2378/985 - 1 = 1,414213... of
478/198 - 1 = 1,4141414...
De benadering wordt beter als men grotere getallen neemt.
De rij breuken met als noemers de Pellgetallen (behalve het eerste) en als tellers de helft van de overeenkomstige Pellgetallen van de tweede soort, vormt een steeds nauwkeuriger wordende  rationale benadering van {\displaystyle \scriptstyle {\sqrt {2}}}:
{\displaystyle 1,{\frac {3}{2}},{\frac {7}{5}},{\frac {17}{12}},{\frac {41}{29}},{\frac {99}{70}},{\frac {239}{169}}\dots }
Dit zijn breuken {\displaystyle {\tfrac {x}{y}}} waar x en y een oplossing vormen van de Pellvergelijking {\displaystyle \displaystyle x^{2}-2y^{2}=\pm 1}.
Men bekomt ze door de oneindige kettingbreuk voor {\displaystyle \scriptstyle {\sqrt {2}}} af te breken na een eindig aantal termen:
{\displaystyle {\sqrt {2}}=1+{\cfrac {1}{2+{\cfrac {1}{2+{\cfrac {1}{2+{\cfrac {1}{2+{\cfrac {1}{2+\ddots \,}}}}}}}}}}.}
Zo verkrijgt men achtereenvolgens:
{\displaystyle 1+{\frac {1}{2}}={\frac {3}{2}},1+{\cfrac {1}{2+{\frac {1}{2}}}}={\frac {7}{5}},1+{\cfrac {1}{2+{\cfrac {1}{2+{\frac {1}{2}}}}}}={\frac {17}{12}},\dots .}
Een andere manier om dit te bekomen is de herhaalde toepassing van de afbeelding {\displaystyle f(a/b)={\frac {a+2b}{a+b}}}, beginnend met {\displaystyle a=b=1}.

## Priemgetallen van Pell
Een priemgetal van Pell is een Pellgetal dat ook een priemgetal is. De eerste priemgetallen van Pell zijn: 
2, 5, 29, 5741, ... (rij A086383 in OEIS).
Een Pellgetal {\displaystyle P_{n}} kan enkel priem zijn als n ook priem is.